# Aleksandra Ishimova
Aleksandra Ishimova (en ruso: Александра Иосифовна (Осиповна) Ишимова) (6 de enero de 1805-16 de junio de 1881), fue una traductora rusa y una de las primeras autoras rusas profesionales de literatura infantil.
Después de pasar su niñez en, Kostroma,  su lugar de nacimiento, Aleksandra Ishimova estudió en internados privados en San Petersburgo. En 1818 ocurrió un escándalo que implicó a su padre, e Ishimova se marchó de San Petersburgo junto a su familia para vivir en las provincias del norte. En 1825 pudieron regresar a San Petersburgo y su padre recibió un indulto de parte de Alejandro I de Rusia. Allí, ella abrió una pequeña escuela y conoció a Pyotr Vyazemsky, Vasili Zhukovski y Alexandr Pushkin. Ishimova fue el último amigo por correspondencia Pushkin: él le escribió una carta con una respuesta entusiasta a sus cuentos históricos, y le envió para que tradujera un libro el día de su duelo con Georges-Charles de Heeckeren d'Anthès.
Ishimova publicó dos revistas mensuales: Pequeña estrella ("Звездочка", 1842-1863) para niños, y Rayos de luz ("Лучи", 1850-1860) para jovencitas. Su libro Historia de Rusia en cuentos para niños ("История России в рассказах для детей") de 1841 fue galardonado con el Premio Demidov , en el año 1852. Aparte de esto, ella tradujo y publicó varias historias innovadoras para niños, muchas que incluían educación religiosa y principios morales. Los más conocidos fueron "Рассказы старушки" (San Petersburgo, 1839); "Священная истории в разговорах для маленьких детей", que tuvo seis, con la primera en el año1841; "Колокольчик", (San Petersburgo, 1849) para niños que vivían en orfanatos; "Первое чтение и первые уроки для детей" (San Petersburgo, 1856-1860; con dos ediciones); y "Рассказы из Священной истории для крестьянских детей" (San Petersburgo, 1878). Murió a los 76 años de edad, en San Petersburgo.